# Campoplex fusicornis
Campoplex fusicornis är en stekelart som först beskrevs av Thomson 1887.  Campoplex fusicornis ingår i släktet Campoplex och familjen brokparasitsteklar. Inga underarter finns listade.